# Italia en los Juegos Paralímpicos de Turín 2006
Italia estuvo representada en los Juegos Paralímpicos de Turín 2006 por un total de 39 deportistas, 33 hombres y seis mujeres.

## Medallistas
El equipo paralímpico italiano obtuvo las siguientes medallas:
| Nombre                | Deporte      | Evento                                        |
| --------------------- | ------------ | --------------------------------------------- |
| Oro                   |              |                                               |
| Silvia Parente        | Esquí alpino | Eslalon gigante discapacidad visual femenino  |
| Gianmaria Dal Maistro | Esquí alpino | Supergigante discapacidad visual masculino    |
| Plata                 |              |                                               |
| Daila Dameno          | Esquí alpino | Eslalon sentado femenino                      |
| Gianmaria Dal Maistro | Esquí alpino | Eslalon gigante discapacidad visual masculino |
| Bronce                |              |                                               |
| Silvia Parente        | Esquí alpino | Descenso discapacidad visual femenino         |
| Silvia Parente        | Esquí alpino | Eslalon discapacidad visual femenino          |
| Silvia Parente        | Esquí alpino | Supergigante discapacidad visual femenino     |
| Daila Dameno          | Esquí alpino | Eslalon gigante sentado femenino              |